# Dąbrówka (Świątki)
Dąbrówka (deutsch Deppen) ist ein Ort in der polnischen Woiwodschaft Ermland-Masuren. Er gehört zur Landgemeinde Świątki (Heiligenthal) im Powiat Olsztyński (Kreis Allenstein).

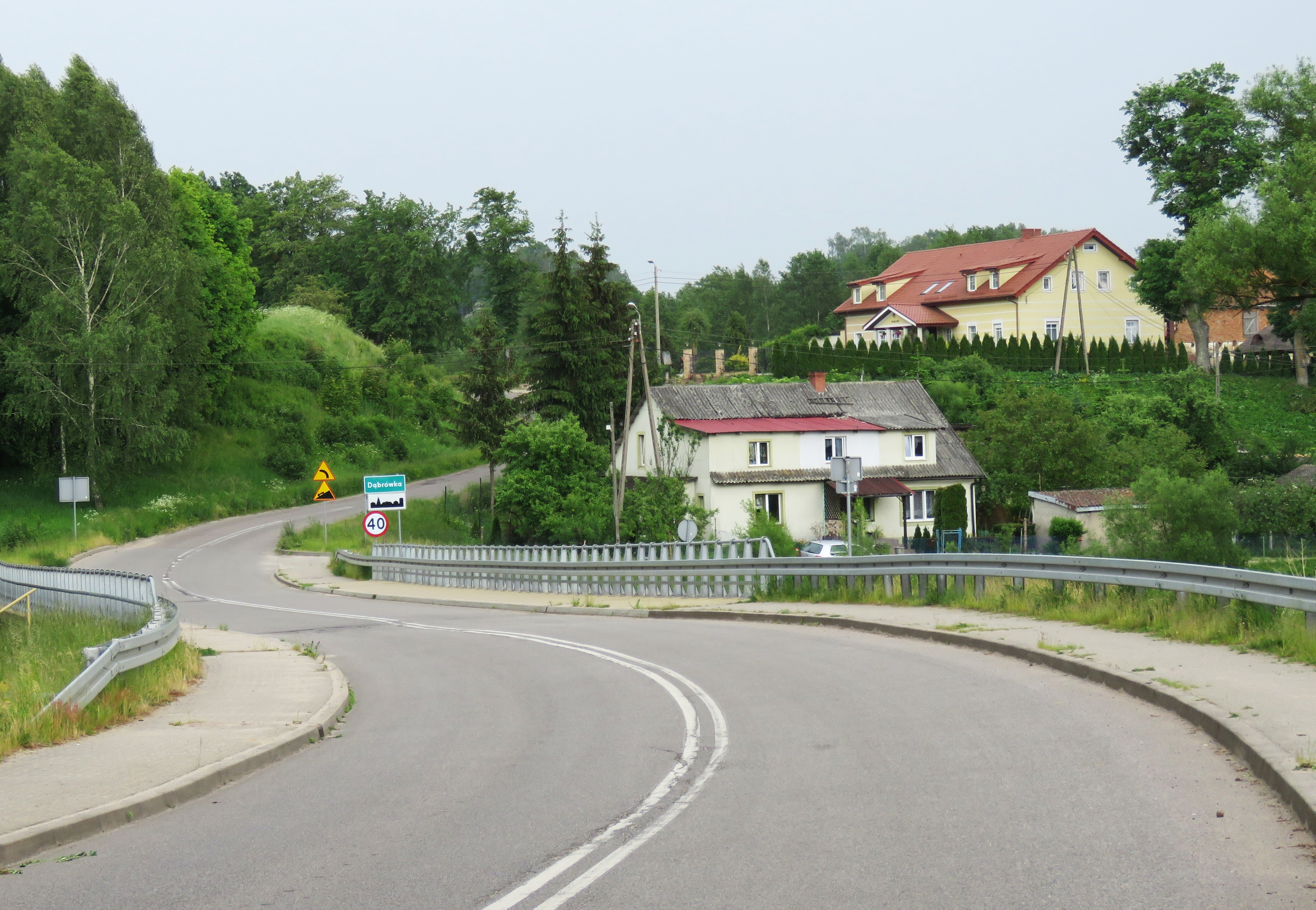
Brücke über die Pasłęka (Passarge) und Ortseinfahrt Dąbrówka (Deppen)

## Geographische Lage
Dąbrówka liegt am Ostufer der Passarge (polnisch Pasłęka) in der nordwestlichen Woiwodschaft Ermland-Masuren, 34 Kilometer südwestlich der früheren Kreisstadt Heilsberg (polnisch Lidzbar Warmiński) bzw. 24 Kilometer nordwestlich der heutigen Kreismetropole Olsztyn (deutsch Allenstein).

## Geschichte
Deppen – ein Dorf mit verstreut liegenden großen und kleinen Höfen – ist eine Ortsgründung wohl des 14. Jahrhunderts. Hier besaß die Familie von Deppen ein Gutshaus.
Zwischen Franzosen und Russen tobte im Juni 1807 bei Waltersmühl (polnisch Konradowo) die Schlacht bei Guttstadt-Deppen mit vielen Opfern auf beiden Seiten.
|  |

Im Jahre 1874 wurde die Landgemeinde Deppen in den neu errichteten Amtsbezirk Heiligenthal (polnisch Świątki) im ostpreußischen Kreis Heilsberg, Regierungsbezirk Königsberg, aufgenommen.
Die Zahl der Einwohner Deppens belief sich im Jahre 1910 auf 68 und stieg bis 1933 auf 75.
Am 1. April 1939 verlor Deppen seine Eigenständigkeit. Das Dorf wurde nach Heiligenthal (polnisch Świątki) eingemeindet.
Als 1945 in Kriegsfolge das gesamte südliche Ostpreußen an Polen fiel, erhielt Deppen die polnische Namensform „Dąbrówka“. Heute ist der Ort ein Teil der Gmina Świątki (Landgemeinde Heiligenthal) im Powiat Olsztyński (Kreis Allenstein), von 1975 bis 1998 der Woiwodschaft Olsztyn, seither der Woiwodschaft Ermland-Masuren zugehörig. Im Jahre 2021 zählte Dąbrówka 55 Einwohner.
Eine Kapelle mit Glockenturm ist für Dąbrówka erwähnenswert: mit einer Höhe von sieben Metern zählt er zu den höchsten Kapellentürmen des Ermlands. Außerdem fungierte er einst als Grenzsäule zwischen dem Ermland und dem Herzogtum Preußen. Das Bauwerk wurde 2018 unter großem finanziellem Aufwand restauriert.

## Religion
Dąbrówka gehört heute wie Deppen vor 1945 zur römisch-katholischen Pfarrei Świątki (Heiligenthal) im jetzigen Erzbistum Ermland.
Bis 1945 war Deppen außerdem in die evangelische Pfarrkirche Guttstadt (polnisch Dobre Miasto) in der Kirchenprovinz Ostpreußen der Kirche der Altpreußischen Union eingegliedert. Heute sind die evangelischen Kirchenglieder von Dąbrówka der Diözese Masuren der Evangelisch-Augsburgischen Kirche in Polen zugeordnet.

## Verkehr
Dąbrówka liegt an der verkehrsreichen Woiwodschaftsstraße 530, die die Städte Dobre Miasto (Guttstadt) und Ostróda (Osterode in Ostpreußen) miteinander verbindet. Nebenstraßen von Skolity (Schlitt) bzw. von Konradowo (Waltersmühl) enden in Dąbrówka. 
Eine Bahnanbindung besteht nicht.